# Verónica Cepedeová Roygová

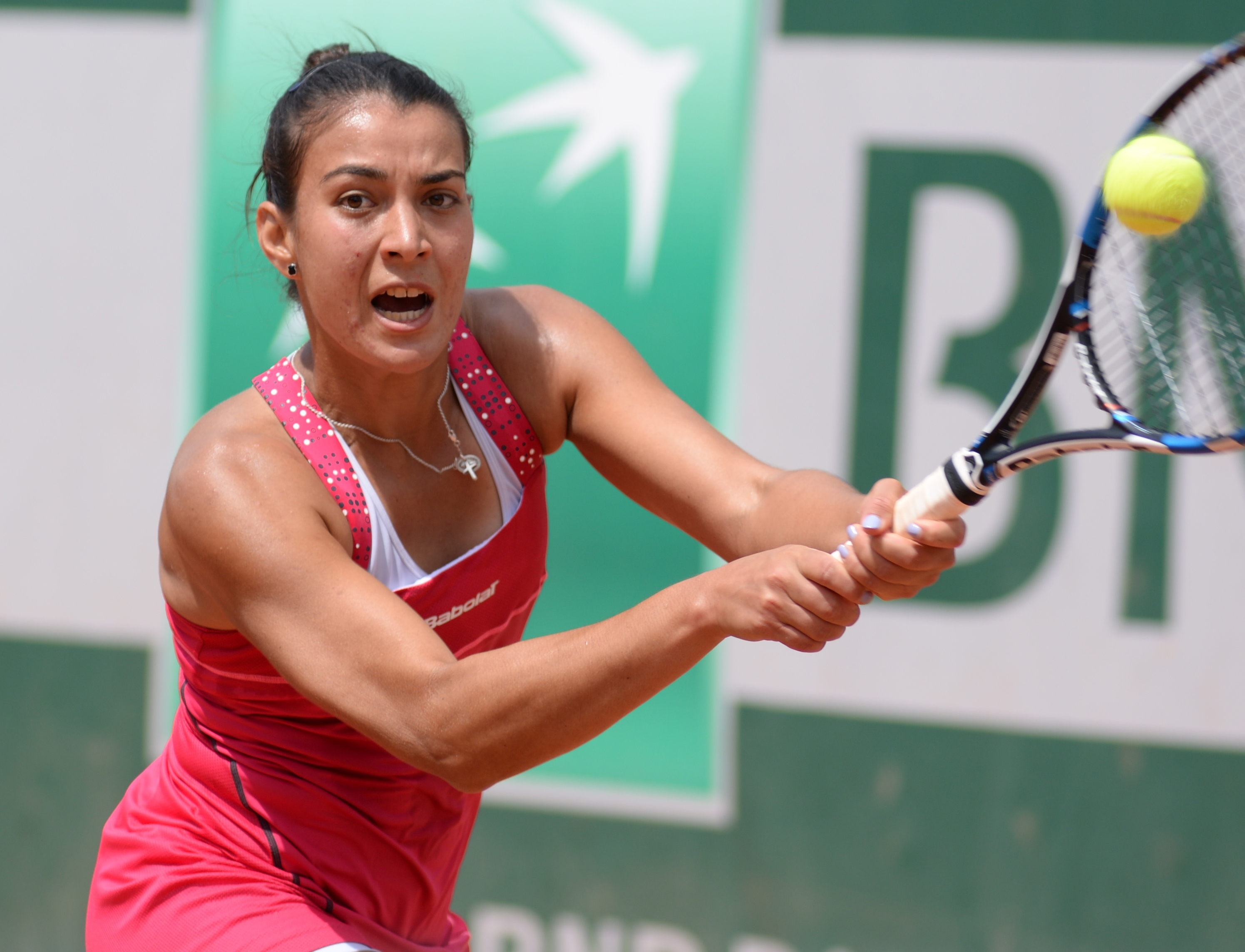
Bekhend na French Open 2015

Verónica Cepedeová Roygová (nepřechýleně Cepede Royg, * 21. ledna 1992 Asunción) je paraguayská profesionální tenistka. Ve své dosavadní kariéře na okruhu WTA Tour vyhrála jeden deblový turnaj a jeden v rámci série WTA 125. V rámci okruhu ITF získala čtrnáct titulů ve dvouhře a dvacet ve čtyřhře.
Na žebříčku WTA byla ve dvouhře nejvýše klasifikována v srpnu 2017 na 73. místě a ve čtyřhře pak v září 2016 na 85. místě. Trénuje ji bývalý paraguayský tenista Ramón Delgado. Dříve tuto roli plnil Alfredo De Brix.
Ve fedcupovém týmu Paraguaye debutovala v roce 2006 utkáním 2. skupiny Americké zóny proti Bermudám. Do července 2022 v soutěži nastoupila k padesáti jedna mezistátním utkáním s bilancí 38–13 ve dvouhře a 23–13 ve čtyřhře.
Paraguay reprezentovala na londýnských Letních olympijských hrách 2012 v soutěži ženské dvouhry poté, co obdržela jedno ze dvou pozvání ve formě divoké karty od Mezinárodního olympijského výboru. V úvodním kole však podlehla Američance Varvaře Lepčenkové po třísetovém průběhu. Zúčastnila se také Her XXXI. olympiády v Riu de Janeiru, kde opět na pozvání ITF v úvodním kole ženského singlu uhrála pět gamů na Rumunku Monicu Niculescuovou. Na zahajovacím ceremoniálu LOH 2020 v Tokiu byla s golfistou Fabriziem Zanottim vlajkonoškou paraguyaské výpravy.

## Tenisová kariéra
V rámci hlavních soutěží událostí okruhu ITF debutovala v říjnu 2006, když na turnaj v paraguayském Luque s dotací 10 tisíc dolarů obdržela divokou kartu. Ve druhém kole podlehla Brazilce Roxaně Vaisembergové. Premiérový singlový titul v této úrovni tenisu vybojovala během října 2009 v brazilském Bauru na události s rozpočtem deset tisíc dolarů. Ve finále přehrála brazilskou hráčku Vivian Segniniovou.
V singlu okruhu WTA Tour debutovala na únorovém Monterrey Open 2012. Na úvod kvalifikace podlehla bulharské tenistce Aleksandrině Najdenovové. První utkání v hlavní soutěži – mimo Olympijského turnaje 2012 řazeného fakticky také do okruhu WTA –, pak odehrála na Rio Open 2014, kde jako postoupivší z kvalifikace porazila Paulu Cristinu Gonçalvesovou, startující na divokou kartu, aby ji poté vyřadila další kvalifikantka Irina-Camelia Beguová.
Premiérové finále na okruhu WTA Tour odehrála na Rio Open 2016, když ve finále čtyřhry s Argentinkou Maríou Irigoyenovou porazily britsko-švýcarskou dvojici Tara Mooreová a Conny Perrinová ve dvou setech.
Debut v hlavní soutěži nejvyšší grandslamové kategorie zaznamenala v ženském singlu French Open 2017. Na cestě do osmifinále postupně přehrála finalistku z roku 2015 Lucii Šafářovou, šestnáctou nasazenou Rusku Anastasiji Pavljučenkovovou i Kolumbijku Marianu Duqueovou Mariñovou. Ve čtvrtém kole ji zastavila světová trojka Karolína Plíšková‎, když proti ní v rozhodujícím setu nevyužila brejkbol na vedení gamů 5–3. Následně ztratila servis a Češka si již vlastní podání podržela.

## Finále na okruhu WTA Tour

### WTA Tour
| Legenda                           |
| --------------------------------- |
| D – dvouhra; Č – čtyřhra          |
| Grand Slam (0)                    |
| Turnaj mistryň (0)                |
| Premier Mandatory & Premier 5 (0) |
| Premier (0)                       |
| International (1–2 Č)             |

#### Čtyřhra: 3 (1–2)
| Stav       | č. | datum          | turnaj                   | povrch | spoluhráčka       | soupeřky ve finále                    | výsledek       |
| ---------- | -- | -------------- | ------------------------ | ------ | ----------------- | ------------------------------------- | -------------- |
| Vítězka    | 1. | 20. února 2016 | Rio de Janeiro, Brazílie | antuka | María Irigoyenová | Tara Mooreová Conny Perrinová         | 6–1, 7–6 (7–5) |
| Finalistka | 1. | 4. března 2017 | Acapulco, Mexiko         | tvrdý  | Mariana Duqueová  | Darija Juraková Anastasia Rodionovová | 3–6, 2–6       |
| Finalistka | 2. | 15. dubna 2017 | Bogotá, Kolumbie         | antuka | Magda Linetteová  | Beatriz Haddad Maiová Nadia Podoroská | 3–6, 6–7 (4–7) |

### WTA 125
| Legenda                  |
| ------------------------ |
| D – dvouhra; Č – čtyřhra |
| WTA 125 (1–0 Č)          |

#### Čtyřhra: 1 (1–0)
| Stav   | č. | datum              | turnaj                  | povrch | spoluhráčka    | soupeřky ve finále                  | výsledek         |
| ------ | -- | ------------------ | ----------------------- | ------ | -------------- | ----------------------------------- | ---------------- |
| Winner | 1. | 27. listopadu 2015 | Carlsbad, Spojené státy | tvrdý  | Gabriela Céová | Tatjana Mariová Oxana Kalašnikovová | 1–6, 6–4, [10–8] |

## Finále na okruhu ITF
| Dotace turnajů okruhu ITF | Dotace turnajů okruhu ITF |
| ------------------------- | ------------------------- |
| 100 000 $ tournaments     | 80 000 $ tournaments      |
| 75 000 $ tournaments      | 60 000 $ tournaments      |
| 50 000 $ tournaments      | 25 000 $ tournaments      |
| 15 000 $ tournaments      | 10 000 $ tournaments      |

### Dvouhra: 28 (14–14)
| Stav       | č.  | datum              | turnaj                     | povrch | soupeřka ve finále      | výsledek           |
| ---------- | --- | ------------------ | -------------------------- | ------ | ----------------------- | ------------------ |
| Vítězka    | 1.  | 18. října 2009     | Bauru, Brazílie            | antuka | Vivian Segniniová       | 6–0, 6–3           |
| Vítězka    | 2.  | 25. října 2009     | Santa Cruz, Bolívie        | antuka | Vivian Segniniová       | 6–2, 6–2           |
| Finalistka | 1.  | 29. listopadu 2009 | Lima, Peru                 | antuka | Carla Lucerová          | 7–5, 3–6, 5–7      |
| Vítězka    | 3.  | 5. prosince 2009   | La Serena, Chile           | antuka | Barbara Rushová         | 6–1, 6–4           |
| Finalistka | 2.  | 10. října 2010     | Londrina, Brazílie         | antuka | Teliana Pereirová       | 4–6, 0–6           |
| Finalistka | 3.  | 13. listopadu 2010 | Asunción, Paraguay         | antuka | Vanesa Furlanettová     | 6–1, 4–6, 5–7      |
| Vítězka    | 4.  | 20. listopadu 2010 | Asunción, Paraguay         | antuka | Tatiana Búová           | 6–2, 6–2           |
| Finalistka | 4.  | 4. prosince 2010   | Santiago, Chile            | antuka | Andrea Koch-Benvenutová | 2–6, 2–6           |
| Vítězka    | 5.  | 11. prosince 2010  | Talca, Chile               | antuka | Camila Silvová          | 7–6(7–2), 3–6, 6–3 |
| Vítězka    | 6.  | 19. února 2011     | Buenos Aires, Argentina    | antuka | Nathalia Rossiová       | 4–1skreč           |
| Finalistka | 5.  | 23. dubna 2011     | Córdoba, Argentina         | antuka | Daniela Seguelová       | 6–7(4–7), 6–0, 4–6 |
| Vítězka    | 7.  | 14. května 2011    | Encarnación, Paraguay      | antuka | Ornella Carónová        | 6–2, 6–2           |
| Vítězka    | 8.  | 31. července 2011  | Campos do Jordão, Brazílie | tvrdý  | Adriana Perezová        | 7–6, 7–5           |
| Vítězka    | 9.  | 17. prosince 2011  | Santiago, Chile            | antuka | Mailen Aurouxová        | 6–0, 1–6, 6–3      |
| Vítězka    | 10. | 5. listopadu 2012  | Asunción, Paraguay         | antuka | Ioana Raluca Olaruová   | 5–7, 7–6(9–7), 6–2 |
| Finalistka | 6.  | 8. července 2013   | Campinas, Brazílie         | antuka | María Irigoyenová       | 2–6, 2–6           |
| Finalistka | 7.  | 7. října 2013      | Asunción, Paraguay         | antuka | Florencia Molinerová    | 3–6, 6–7           |
| Vítězka    | 11. | 28. října 2013     | Caracas, Venezuela         | tvrdý  | Laura Pigossiová        | 6–2, 6–2           |
| Vítězka    | 12. | 9. prosince 2013   | Santiago, Chile            | antuka | María Irigoyenová       | 6–3, 6–4           |
| Vítězka    | 13. | 31. března 2014    | Medellín, Kolumbie         | antuka | Irina-Camelia Beguová   | 6–4, 4–6, 6–4      |
| Finalistka | 8.  | 6. dubna 2015      | Medellín, Kolumbie         | antuka | Teliana Pereirová       | 6–7(6–8), 1–6      |
| Vítězka    | 14. | 5. prosince 2015   | Santiago, Chile            | antuka | Anne Schäferová         | 6–0, 2–6, 7–5      |
| Finalistka | 9.  | 25. září 2016      | Albuquerque, Spojené státy | tvrdý  | Mandy Minellaová        | 4–6, 5–7           |
| Finalistka | 10. | 15. května 2017    | Trnava, Slovensko          | antuka | Markéta Vondroušová     | 5–7, 6–7(3–7)      |
| Finalistka | 11. | 20. května 2018    | Trnava, Slovensko          | antuka | Viktória Kužmová        | 3–6, 6–1, 1–6      |
| Finalistka | 12. | říjen 2018         | Macon, Spojené státy       | tvrdý  | Varvara Lepčenková      | 4–6, 4–6           |
| Finalistka | 13. | březen 2019        | Irapuato, Mexiko           | tvrdý  | Astra Sharmaová         | 7–6(7–3), 4–6, 3–6 |
| Finalistka | 14. | listopad 2021      | Santiago, Chile            | antuka | Anna Bondárová          | 2–6, 3–6           |

### Čtyřhra (20 titulů)
| č.  | datum              | turnaj                          | povrch | spoluhráčka         | poražené finalistky                              | výsledek         |
| --- | ------------------ | ------------------------------- | ------ | ------------------- | ------------------------------------------------ | ---------------- |
| 1.  | 4. prosince 2009   | La Serena, Chile                | antuka | Fernanda Britová    | Andrea Kochová-Benvenutová Giannina Minieriová   | 4–6, 6–0, [10–6] |
| 2.  | 23. října 2010     | Santa Maria, Brazílie           | antuka | Vivian Segniniová   | Natasha Lotuffová Roxane Vaisembergová           | bez boje         |
| 3.  | 12. listopadu 2010 | Asunción, Paraguay              | antuka | Vanesa Furlanettová | Luciana Sarmentiová Carolina Zeballosová         | 6–0, 6–3         |
| 4.  | 19. listopadu 2010 | Asunción, Paraguay              | antuka | Vanesa Furlanetto   | Lucía Jara-Lozano Luciana Sarmenti               | 6–2, 2–6, [10–3] |
| 5.  | 3. prosince 2010   | Santiago, Chile                 | antuka | Luciana Sarmentiová | Barbara Rushová Camila Silvaová                  | 6–1, 6–3         |
| 6.  | 10. prosince 2010  | Talca, Chile                    | antuka | Luciana Sarmenti    | Flávia Guimarães Bueno Belén Ludueña             | 6–3, 6–1         |
| 7.  | 12. února 2011     | Buenos Aires, Argentina         | antuka | Luciana Sarmentiová | Fernanda Britová Catalina Pellaová               | 6–0, 6–3         |
| 8.  | 18. února 2011     | Buenos Aires, Argentina         | antuka | Luciana Sarmenti    | Andrea Benítez Tatiana Búa                       | 5–7, 6–3, [10–7] |
| 9.  | 23. dubna 2011     | Córdoba, Argentina              | antuka | Luciana Sarmentiová | Sofía Luiniová Aranza Salutová                   | 6–2, 6–0         |
| 10. | 13. května 2011    | Encarnación, Paraguay           | antuka | Luciana Sarmentiová | Ornella Carónová Jordana Lujánová                | 6–3, 6–2         |
| 11. | 24. června 2011    | Tevere Remo, Itálie             | antuka | Paula Ormaecheaová  | Marina Šamajková Sofia Šapatavová                | 7–5, 6–4         |
| 12. | 1. července 2011   | Denain, Francie                 | antuka | Teliana Pereirová   | Céline Ghesquièreová Elixane Lechemiaová         | 6–1, 6–1         |
| 13. | 1. července 2013   | São José do Rio Preto, Brazílie | antuka | Adriana Pérezová    | Mailen Aurouxová María Fernanda Álvarez Teránová | 4–6, 6–4, 11–9   |
| 14. | 1. července 2013   | Campinas, Brazílie              | antuka | Adriana Pérezová    | Florencia Molinerová Carolina Zeballosová        | 6–0, 6–1         |
| 15. | 28. října 2013     | Caracas, Venezuela              | tvrdý  | Adriana Pérezová    | Florencia Molinerová Laura Pigossiová            | 6–3, 6–3         |
| 16. | 13. prosince 2013  | Santiago, Chile                 | antuka | María Irigoyenová   | Cecilia Costa Melgarová Daniela Seguelová        | 2–6, 6–4, [10–5] |
| 17. | 12. května 2014    | Saint-Gaudens, Francie          | antuka | María Irigoyenová   | Sharon Fichmanová Johanna Kontaová               | 7–5, 6–3         |
| 18. | 31. května 2014    | Grado, Itálie                   | antuka | Stephanie Vogtová   | Lara Arruabarrenová Florencia Molinerová         | 6–4, 6–2         |
| 19. | 28. září 2014      | Las Vegas, Spojené státy        | tvrdý  | María Irigoyenová   | Asia Muhammadová Maria Sanchezová                | 6–3, 5–7, [11–9] |
| 20. | 2. listopadu 2014  | New Braunfels, Spojené státy    | tvrdý  | Mariana Duqueová    | Alexa Glatchová Bernarda Peraová                 | 6–0, 6–3         |